# Jensen Beach, Florida
Jensen Beach är en ort (CDP) i Martin County, i delstaten Florida, USA. Enligt United States Census Bureau har orten en folkmängd på 11 707 invånare (2010) och en landarea på 17,5 km².
Jensen Beach är namngivet efter en dansk invandrare, John Lawrence Jensen, som år 1888 upprättade en ananasodling där.